# Shoreham-by-Sea

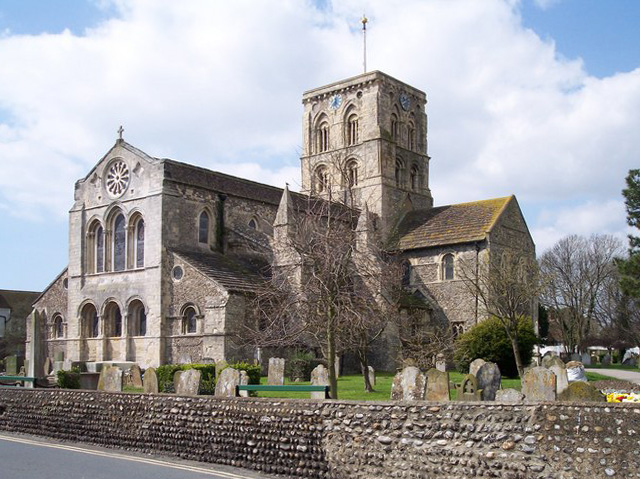
St Mary de Haura Church

Shoreham-by-Sea, ehemals New Shoreham, ist eine Stadt im Distrikt Adur in West Sussex, England. Der Ort hat eine Fläche von 9,85 km² und
48.487 Einwohner (2011).
Die Geschichte des Ortes geht auf das 11. Jahrhundert zurück, als Wikinger den Ort wegen seiner Anlegemöglichkeiten besiedelten. Der in viktorianischer Zeit entstandene, am Ärmelkanal liegende Seehafen Shoreham Harbour ist ein großer Wirtschaftsfaktor des Ortes, dort befinden sich auch zahlreiche Werften.
Der Flughafen Shoreham Airport westlich der Stadt ist der älteste lizenzierte Flughafen Großbritanniens, der unter anderem auch in einer Szene im Film The Da Vinci Code – Sakrileg vorkommt.
Der Ort ist an das Schienennetz angebunden.
Nach dem Ort wurden fünf Schiffe der Royal Navy benannt.

## Städtepartnerschaften
- Żywiec, Polen
- Riom, Frankreich

## Persönlichkeiten
- Henry Roberts (1756–1796), segelte mit James Cook auf dessen zweiter und dritter Reise als Kartograf mit
- Havergal Brian (1876–1972), Komponist, zog 1958 aus London hierher
- Jeffrey Dell (1899–1985), Filmregisseur und Drehbuchautor
- Suzanne Allday (1934–2017), Diskuswerferin und Kugelstoßerin
- Ambrose Reeves (1899–1980), anglikanischer Bischof von Johannesburg, hier im Ruhestand und Sterbeort
- David Ryall (1935–2014), britischer Theater- und Filmschauspieler
- Leo Sayer (* 1948), Sänger und Musikproduzent
- Gemma Spofforth (* 1987), Schwimmerin
- Luke Newton (* 1993), Schauspieler
- Marcus Butler (* 1991), Youtuber